# El Guarco
El Guarco ist ein Kanton der costa-ricanischen Provinz Cartago mit 43.415 Einwohnern (2013). Der Kanton hat eine Gesamtfläche von 167,69 km² und umfasst die nördlichen Ausläufer der Cordillera de Talamanca sowie die südlichen Vororte der Stadt Cartago. Die Hauptstadt des Kantons ist El Tejar. Sie befindet sich etwa zwei Kilometer südwestlich von Cartago. In Tejar wohnen etwa 65 % der Bevölkerung des Kantons.